# Związkowa Partia Liberalna
Związkowa Partia Liberalna (Commonwealth Liberal Party) – ugrupowanie polityczne istniejące w Australii w latach 1909–1916. Powstała z połączenia Partii Wolnego Handlu i Partii Protekcjonistycznej. Jej liderem był początkowo Alfred Deakin, wówczas urzędujący premier Australii. W 1910 przegrała wybory i oddała władzę lewicy, aby powrócić do steru rządów w 1913, pod nowym przywództwem Josepha Cooka. Rok później Cook rozpisał przedterminowe wybory i poniósł w nich klęskę. W 1916 partia połączyła się z grupą rozłamowców, którzy odeszli nieco wcześniej z Partii Pracy. Tak powstała Nacjonalistyczna Partia Australii.